# Cutina aluticolor
Cutina aluticolor is een vlinder uit de familie van de spinneruilen (Erebidae). De wetenschappelijke naam van de soort is voor het eerst geldig gepubliceerd in 1998 door Pogue & Ferguson.